# José Antonio Jiménez Fornesa
José Antonio Jiménez Fornesa tratadista, estudioso de materias diversas y gastrónomo español. Tuvo una actividad divulgadora a mediados del siglo XIX. Conocido por ser el autor de una obra de la cocina española con título: Novísimo arte de cocina, este tratado culinario fue muy popular a mediados del siglo XIX llegando a una veintena de ediciones en español. Siendo este tratado uno de los primeros en describir la receta de la paella como un arroz valenciano.

## Obras
Escribe diversos tratados de pequeño volumen abarcando diversos temas de botánica, matemáticas recreativas y gastronomía. En relación con los temas botánicos describe los animales de la leonera del retiro madrileño escribe en 1827 la Relación ó sea historia sucinta de las fieras contenidas en la leonera del Real Sitio del Retiro: sus costumbres y demás particularidades de cada una de ellas, esto es, los animales cuadrúpedos. En 1828 escribe un tratadillo moral titulado: Reflexiones morales para varios Estados contra las costumbres del día según el común sentir de varios autores clásicos. 
Entre los tratados matemáticos publica en Madrid una Miscelánea Completa instructiva y agradable en la que incluye anécdotas proposiciones y soluciones divertidas de aritmética publicada en 1828. En el mismo año publica una Colección de refranes, adagios y locuciones proverbiales publicada en Madrid. Entre su obra gastronómica se encuentra una publicación sobre la elaboración de licores, así como su Novísimo arte práctico de cocina perfeccionada repostería y arte de trinchar.